# Liebersches Anwesen

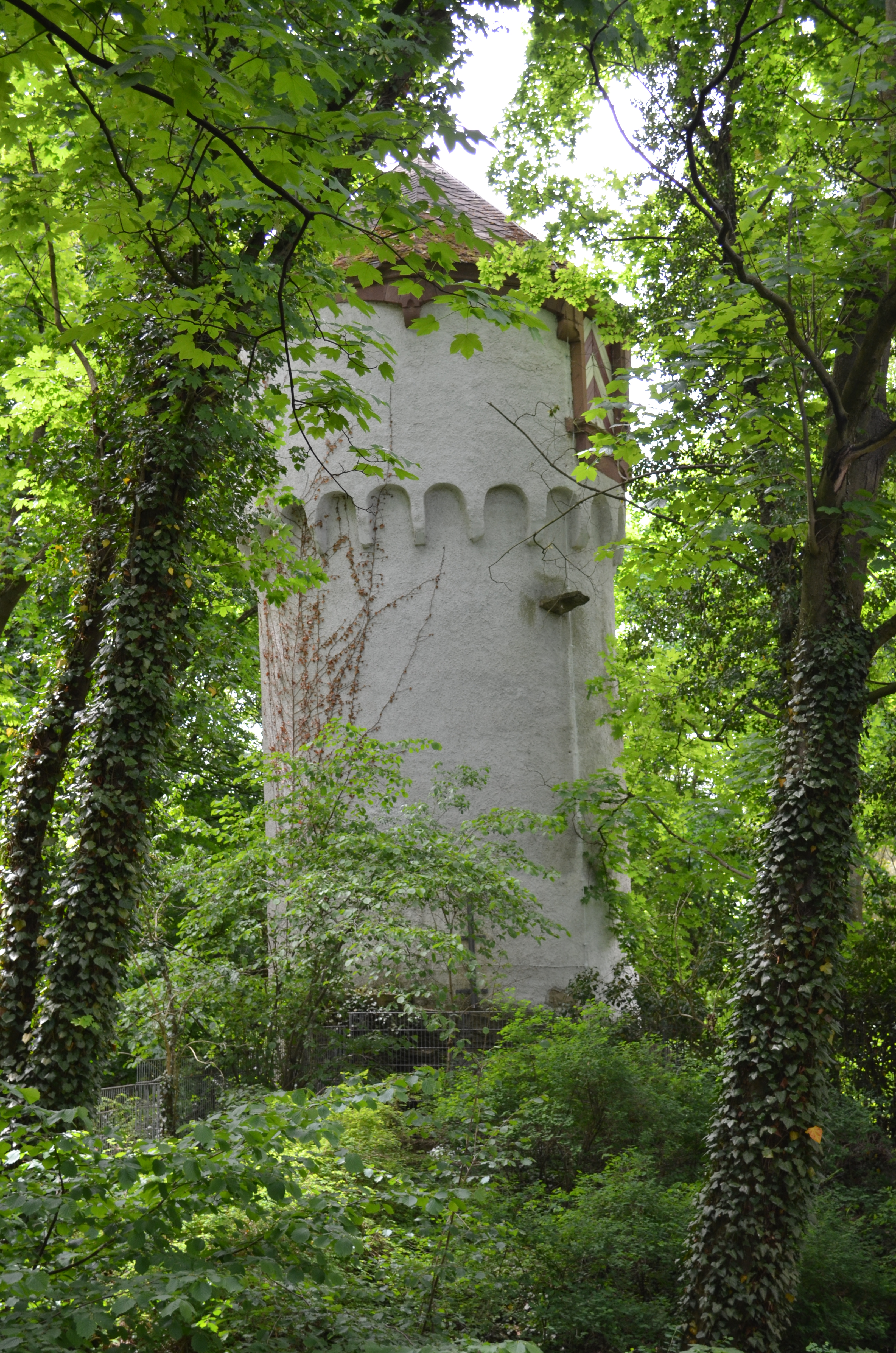
Sogenannter Weißer Turm

Das Liebersche Anwesen in Bad Camberg, einer Stadt im Süden des mittelhessischen Landkreises Limburg-Weilburg, wurde im 19. Jahrhundert errichtet. Die Villa mit der Adresse Altoranischer Platz 6 ist ein geschütztes Kulturdenkmal.
Der Wohnsitz der Familie Lieber, dessen bekanntestes Mitglied Ernst Lieber (1838–1902) ist, umfasst neben der Villa einen Park mit stattlichem Baumbestand an der südöstlichen Seite der Altstadt entlang der ehemaligen Stadtbefestigung. 
Die Villa ist teilweise in Fachwerkbauweise mit Mansarddach errichtet. Sie entstand vermutlich in den 1870er Jahren durch den Umbau eines Hauses aus dem Jahr 1813. Der Hauptschmuck ist ein renaissancehafter, zweistöckiger Erker über einer Loggia. 
Im Inneren ist die Ausstattung mit Bemalung, Schnitzereien und Bleiverglasung erhalten.
Der sogenannte Weiße Turm der Stadtmauer wurde 1893 durch Ernst Lieber mit neugotischer Glockenstube und Spitzhelm ausgebaut. 